# Chorzelów Południowy
Chorzelów Południowy – przystanek kolejowy w Chorzelowie, w województwie podkarpackim, w Polsce.

## Ruch pasażerski
| Rok  | Wymiana pasażerska na dobę |
| ---- | -------------------------- |
| 2017 | –                          |
| 2022 | 0-9                        |

## Historia
4 października 2021 roku spółka PKP Polskie Linie Kolejowe S.A. ogłosiła przetarg na budowę przystanku kolejowego w miejscowości Chorzelów w okolicy rzymskokatolickiego kościoła parafialnego pw. Wszystkich Świętych w Chorzelowie pod nazwą Chorzelów Południowy, natomiast jego nazwa docelowa to Mielec-Chorzelów, który 31 grudnia 2021 roku wygrała firma INTOP Tarnobrzeg Sp. z o.o., z którą 1 lutego 2022 roku spółka PKP Polskie Linie Kolejowe S.A. podpisała umowę. Rozpoczęcie prac budowlanych nastąpiło 28 kwietnia 2023 roku. Przystanek został oddany do użytku 3 września 2023 roku.